# Master "K"
Master “K” est un éducateur nord-américain, auteur et maître de l'art et histoire du shibari/kinbaku (bondage japonais érotique).

## Biographie
Master “K” commence ses études au Japon au plus tôt des années 1970 et passe environ plus de trente ans dans la recherche et la traduction des matériaux originaux concernant les vieilles formes d'arts de ces siècles. Il est l'auteur de deux livres sur ce sujet, le plus récent étant La Beauté du kinbaku paru en 2008. Dans cet ouvrage, Master "K" présente, pour la première fois en anglais, un regard sérieux, attentif et profond sur cette forme d'art érotique. Utilisant certains documents historiques rares, il montre avec conviction les manières dont le shibari/kinbaku a évolué à partir d'un mélange d'activités culturelles japonaises incluant les valeurs sociétales, la religion, le théâtre Kabuki, l'Ukiyo-e gravé sur bois, les arts martiaux japonais et les pratiques judiciaires du XVIIIe siècle. Ce livre a récemment été ajouté aux rayons de Fuuzoku Shiryoukan, à Tokyo, au Japon (la plus grande bibliothèque au monde consacrée au sadomasochisme) grâce à, d'après le bibliothécaire Rutsu Nakahara, ses « remarquables attentions, à la poigne de l'histoire du kinbaku ainsi que les belles photographies artistiques exposées. »
Master "K" et ses écrits sont également loués par deux autres critiques légendaires japonais. Yukimura Haruki (producteur et maître de la corde) a jugé son récent livre « fabuleux ... un travail impressionnant dans la recherche et l'écrit... [Master "K"] connait véritablement la grande histoire et le développement du kinbaku japonais. » Et Go Arisue (auteur et maître de la corde dans le célèbre film Flower and Snake) ajoute, « Master "K" est l'expert d'outre-mer le plus notable dans le domaine du kinbaku. Il a mis le doigt sur l'essence véritable de la culture japonaise dans son superbe ouvrage... »
Les écrits, photographies et compositions de Master "K" sont pleines de vie, de mystère et d'émotions dramatiques à découvrir dans l'intense ballet du shibari et du jeu érotique SM. Ils s'inspirent des meilleures traditions du kinbaku-bi (la beauté traditionnelle de l'art du shibari).
Master "K" réside actuellement à Los Angeles, où il apprend et lit ses œuvres,.

## Ouvrages

### Livres
- Shibari, l'Art du bondage Japonais. Secret Publications, 2004  (ISBN 90-807706-2-0)
- La Beauté du Kinbaku (Ou tout ce que vous avez toujours voulu savoir sur le bondage japonais érotique mais que vous soudainement réalisé que vous ne parlez pas japonais.). King Cat Ink, 2008  (ISBN 978-0-615-24876-9)

### Articles
Depuis 1999, les ouvrages de Master “K” figurent au niveau international dans divers magazines, galeries et sites internet consacrés à l'art du shibari/kinbaku. Ceux-ci incluent :
- RopeMarks (Pays-Bas) : Séries de photos
- Fetish Japan (Japon) : Écrits, études du shibari et 3 galeries de photos
- Kholer Gallery (New-York, États-Unis) : présentation d'exposition
- Kikkou (Japon) : Une galerie photo de ses œuvres et un article consacré à l'artiste légendaire du XIXe siècle/XXe siècle et maître de la corde, Itoh Seiyu
- Schlagzeilen Magazine (Allemagne): Photographies
- Japan Bondage (Allemagne) : 4 galeries photo
- Immortal Shibari (Brésil) : Une petite galerie et un tutoriel éducationnel
- Secret Magazine #20 (Belgique) : « A Brief History of Shibari » par Master "K", avec une galerie photo. Jurgen Boedt ed., avril 2002

### Sources additionnelles
1. Untying Shibari: The Art of Japanese Rope Bondage de Lesley Bargar. Los Angeles Alternative, 10-16 mars, 2006 (couverture)
2. Graydancer Interviews Master "K". Podcast and Transcript, 8 avril 2008
3. Folsom Fringe 2008
4. CultivateLife.org listing
5. My Life as a Very Naughty Boy de Joel Stein. Los Angeles Magazine, octobre 2008
6. Enormous Fleshy Pinatas de Robert Ito. The Believer, déc 2005/jan 2006